# الرفيل
مدينة الرفيل منطقة حديثة في غرب مدينة بغداد محيطة بمطار بغداد، مساحتها 106 آلاف دونم عراقي، خُطط لمشروع بنائها أن يشتمل على 46 ألف وحدة متعددة الاستخدامات. وأن تستوعب 600 ألف نسمة، وأن تكون الرفيل عاصمة إدارية ساندة وموازية لمثيلاتها في دول الجوار، ذات مساحات خضراء واسعة. وفي تشرين الثاني سنة 2023 باشرت وزارة الزراعة العراقية أعمال المسح الميداني للأراضي الزراعية ضمن المنطقة المحيطة بمطار بغداد الدولي.

## مراحل المشروع
1. إنشاء مجمعات سكنية وتعليمية وطبية وتجارية وخدمية وترفيهية،
2. مشاريع لوجستية خدمية مجاورة للمطار،
3. مشاريع زراعية غذائية،
4. شمول أراضي واسعة من قضاء أبو غريب شمال وغرب المطار.